# Botinești, Timiș
Botinești este un sat în comuna Bârna din județul Timiș, Banat, România.

## Legături externe

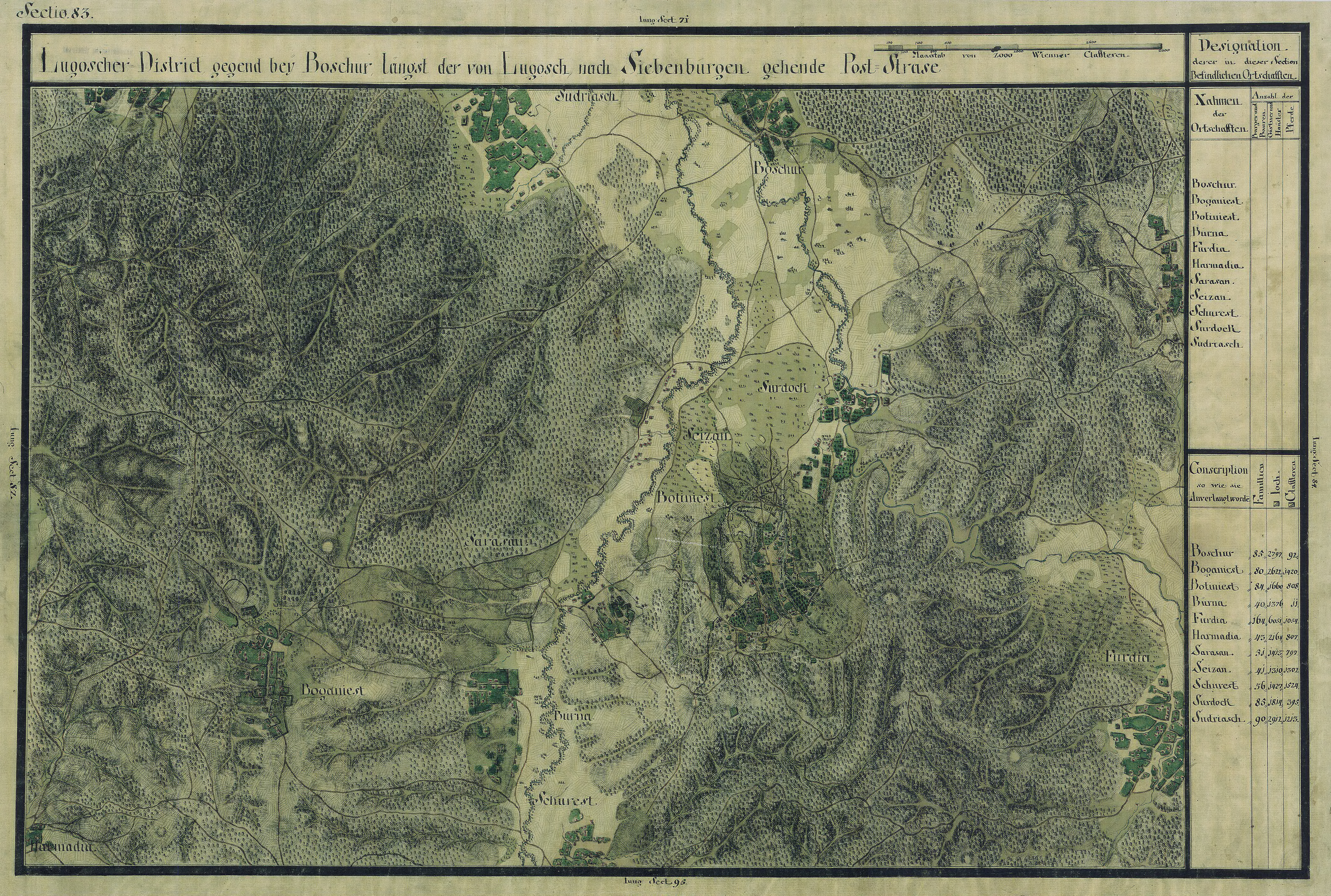
Botineşti în Harta Iosefină a Banatului, 1769-72